# Летние Олимпийские игры 1964
XVIII летние Олимпийские игры проводились в Токио, столице Японии, с 10 по 24 октября 1964 года. Это были первые Олимпийские игры, проводившиеся в Азии, хотя ещё в 1940 году в Токио должны были проводиться XII летние Олимпийские игры, первоначально перенесённые в Хельсинки из-за вторжения Японии в Китай, а затем и вовсе отменённые. Называются традиционно «летними», хотя проходили в середине осени, чтобы избежать летней жары и высокой влажности в Токио.
В Играх не принимали участия спортсмены из КНДР, Китая и Индонезии. Одной из причин стало то, что МОК не допустил до участия спортсменов, выступавших в 1963 году на играх GANEFO.

## Выбор города
На проведение Игр 1964 года претендовали четыре города:
| Выборы столицы XVIII летних Олимпийских игр | Выборы столицы XVIII летних Олимпийских игр | Выборы столицы XVIII летних Олимпийских игр |
| ------------------------------------------- | ------------------------------------------- | ------------------------------------------- |
| Кандидат                                    | Страна                                      | 1 тур                                       |
| Токио                                       | Япония                                      | 34                                          |
| Детройт                                     | США                                         | 10                                          |
| Вена                                        | Австрия                                     | 9                                           |
| Брюссель                                    | Бельгия                                     | 5                                           |

Токио был избран столицей XVIII Олимпиады 26 мая 1959 года на 55-й сессии МОК в Мюнхене, ФРГ.

## Соревнования

### Академическая гребля

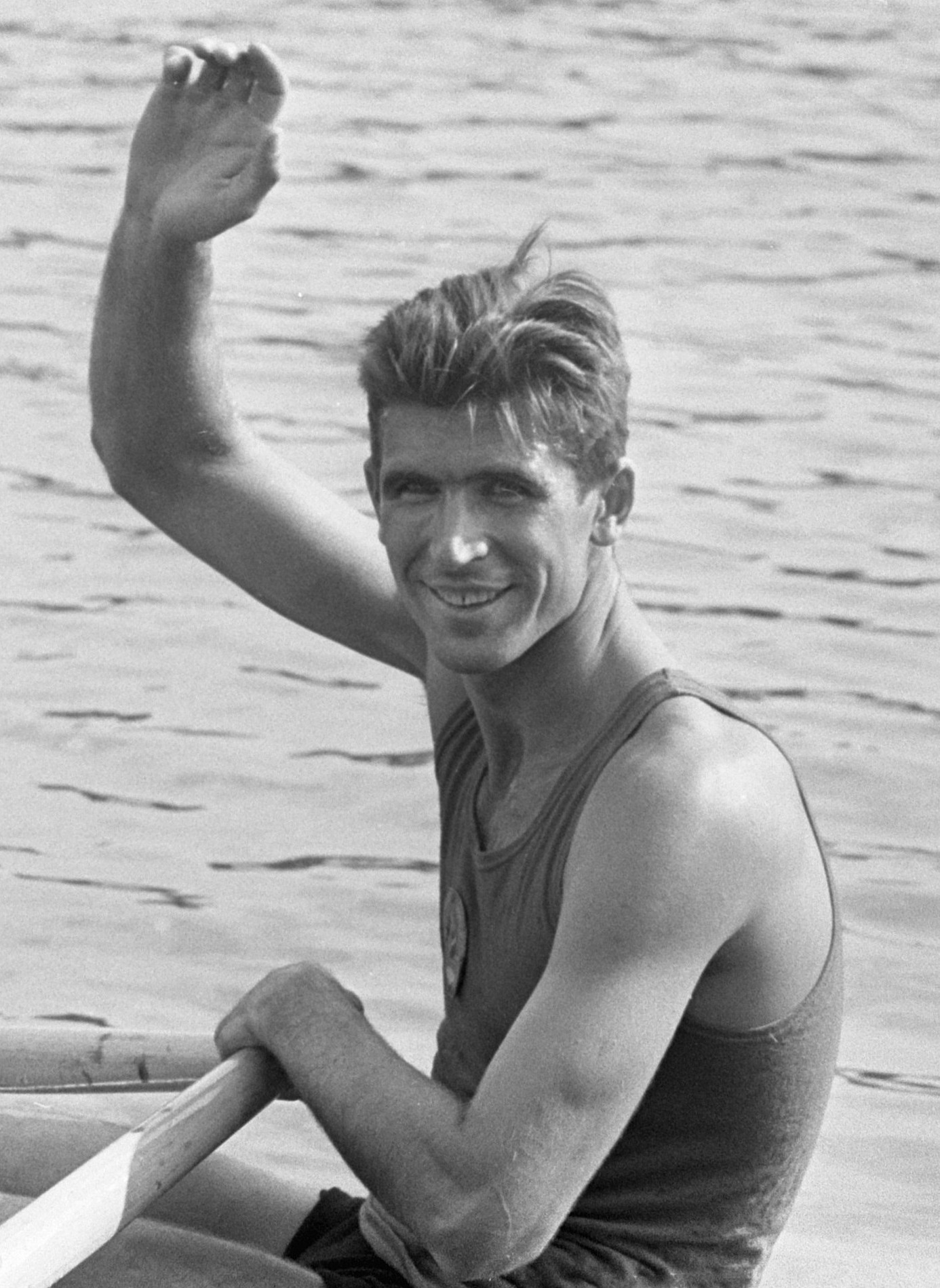
Вячеслав Иванов в 1964 году

Мужчины разыграли семь комплектов наград. Ни одна из стран не доминировала — медали завоевали гребцы из 11 стран, при этом ни одна страна не выиграла более 4 медалей. По две золотые медали завоевали американские и советские гребцы, по одной победе у датчан, канадцев и Объединённой команды Германии.
26-летний советский гребец Вячеслав Иванов выиграл золото в одиночках на третьих Олимпийских играх подряд. В финале Иванов за счёт мощного финиша опередил Ахима Хилля. Американец Конн Финдли завоевал медаль в двойках распашных с рулевым на третьих Играх подряд. Сборная США в экипажах восьмёрок сумела реабилитироваться за провал на Играх 1960 года и вновь выиграла золото (до 1960 года американцы выиграли золото в этой дисциплине на 8 Играх подряд в 1920—1956 годах). В финале американцы выиграли у Объединённой команды Германии более 5 секунд.

### Баскетбол
Мужчины разыграли один комплект наград. В турнире приняли участие 16 команд. Сборные СССР и США прошли групповую стадию без поражений, выиграв по 7 матчей. В полуфинале американцы без проблем обыграли Пуэрто-Рико (62:42), а СССР был сильнее Бразилии (53:47). В финале американцы обыграли советских баскетболистов со счётом 73:59. Люциус Джексон набрал в этом матче 17 очков, ещё 14 добавил Джо Колдуэлл. В матче за третье место бразильцы обыграли Пуэрто-Рико со счётом 76:60.

### Бокс

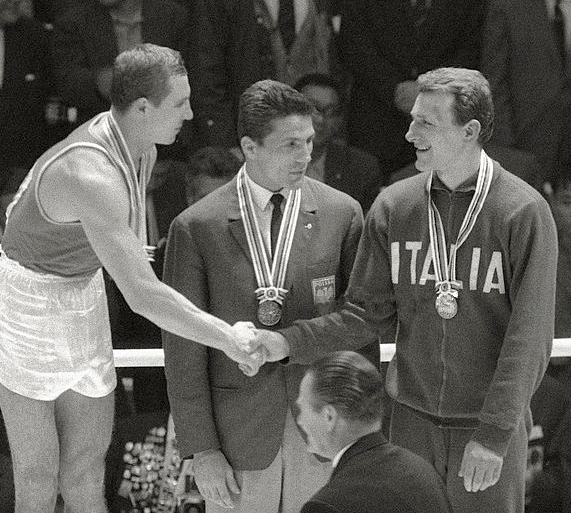
Олимпийский пьедестал в категории до 75 кг, слева — чемпион Валерий Попенченко.

Мужчины разыграли 10 комплектов наград. Успешнее всего выступили боксёры СССР и Польши, выигравшие по три золотые медали. При этом советские боксёры завоевали медали в 9 из 10 категорий. Всего медали завоевали представители 17 НОК.
В супертяжёлой категории золото завоевал знаменитый впоследствии американец Джо Фрейзер. Советский боксёр Борис Лагутин после олимпийской бронзы 1960 года завоевал золото в категории до 71 кг. Кубок Вэла Баркера достался советскому боксёру Валерию Попенченко.

### Борьба
Мужчины разыграли 16 комплектов наград, по 8 в греко-римской и вольной борьбе. В греко-римской борьбе по две победы одержали борцы Японии и Венгрии. В вольной борьбе три золота выиграли японцы, по две победы у СССР и Болгарии.
Советский борец вольного стиля Александр Медведь одержал свою первую из трёх побед на Олимпийских играх. Венгр Имре Пойяк после серебряных медалей на Играх 1952, 1956 и 1960 годов наконец завоевал золото.

### Велоспорт

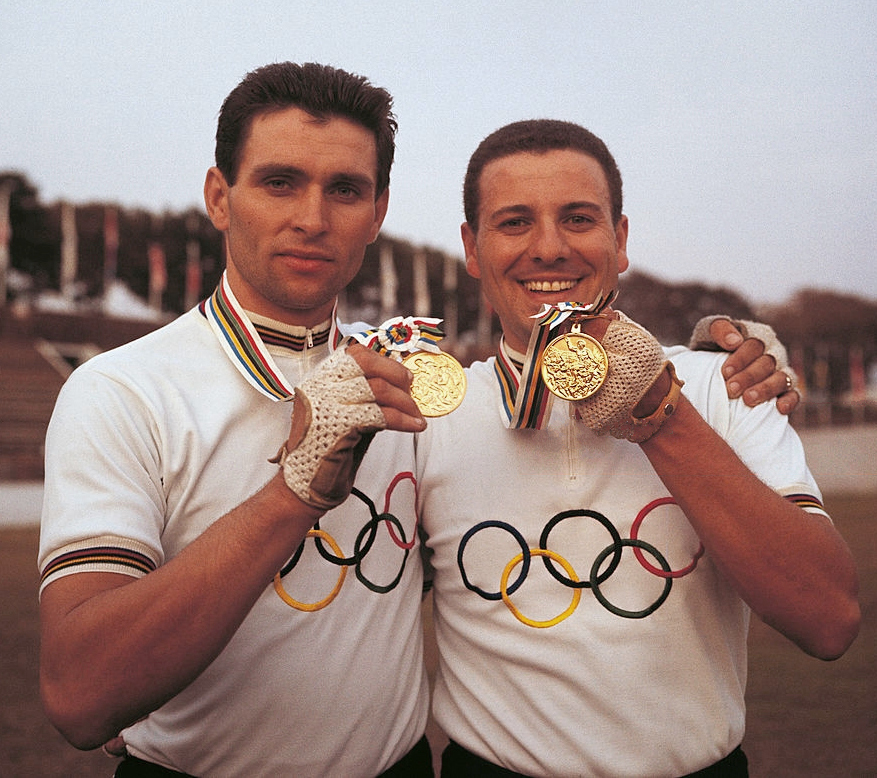
Серджо Бьянкетто и Анджело Дамиано выиграли золото в тандеме

Мужчины разыграли семь комплектов наград, в том числе два комплекта на шоссе и пять на треке. Успешнее всех, как и на Играх 1960 года, выступили итальянцы, они завоевали 8 медалей, в том числе три золотые. Ни одна другая страна не выиграла более двух наград.
24-летний Даниель Морелон выиграл бронзу в спринте на велотреке, на последующих Играх он выиграет ещё три золотые и одну серебряную медаль. Итальянец Серджо Бьянкетто выиграл золото в тандеме на вторых Олимпийских играх подряд.

### Водное поло
13 мужских сборных разыграли один комплект наград. Сборные Венгрии и Югославии прошли турнир без поражений, в очной встрече они сыграли вничью (4:4), при том, что югославы вели 3:0 после первого периода. Решающими стали последние матчи финальной группы 18 октября. Сначала югославы обыграли итальянцев со счётом 2:1 и набрали пять очков в финальной группе при разнице мячей +3. Затем состоялся матч между сборными СССР и Венгрии. Сборная СССР в случае победы могла стать второй, венграм же нужна была победа с разницей минимум в два мяча, чтобы выиграть золото. После второго периода сборная СССР вела 2:1 благодаря голам Виктора Агеева и Николая Калашникова, в третьем венгры сравняли счёт (2:2). Решающим стал последний период, в котором венгры забили трижды и победили 5:2, в результате они обошли югославов по разнице мячей (+5 против +3). По два мяча в решающем матче у венгров забросили Ласло Фелкаи и Золтан Дёмётёр.
Для сборной Венгрии это золото стало пятым за последние семь Олимпийских игр (1932, 1936, 1952, 1956, 1964). Дежё Дьярмати и Дьёрдь Карпати стали трёхкратными олимпийскими чемпионами. 36-летний Дьярмати завоевал пятую медаль на пятых Олимпийских играх подряд, это остаётся рекордом среди ватерполистов на Олимпийских играх.

### Волейбол
Медали в волейболе были разыграны впервые в истории Олимпийских игр.
В мужском турнире приняли участие 10 сборных. Все команды сыграли по 9 матчей в однокруговом турнире. Решающей в борьбе за золото стала игра между СССР и Чехословакией в пятом туре. Советские волейболисты выиграли в пяти партиях. Для Чехословакии это поражение стало единственным на турнире. Сборная СССР проиграла в следующем матче Японии (1-3), но это не помешало советской команде выиграть золото. Второе место заняли чехословацкие волейболисты, а третье японцы.
В женском турнире приняли участие шесть команд. Сборная Японии уверенно выиграла все 5 матчей, отдав только одну партию сборной Польши. Вторыми стали волейболистки СССР, бронза досталась команде Польши.

### Спортивная гимнастика

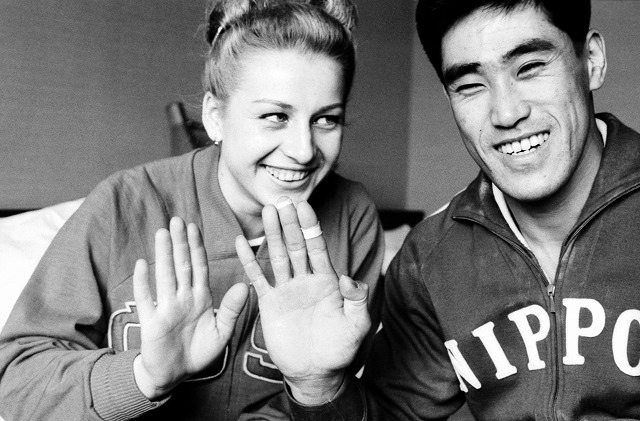
Вера Чаславска и Юкио Эндо на Играх 1964 года

Было разыграно 14 комплектов наград: 8 среди мужчин и 6 среди женщин. У мужчин успешнее всего выступили японцы, они завоевали 5 из 8 золотых наград. Юкио Эндо выиграл 4 медали, в том числе три золотые медали, включая победу в многоборье. 32-летний советский гимнаст Борис Шахлин завоевал 4 медали, включая золото на перекладине. Всего на Олимпиадах у Шахлина стало 13 наград (7 золотых). Шахлин вышел на первое место в истории Олимпийских игр по количеству медалей среди мужчин, догнав итальянского фехтовальщика Эдоардо Манджаротти (свою 13-ю медаль в Токио также выиграл японский гимнаст Такаси Оно). В настоящее время Шахлин и Оно по общему количеству наград среди мужчин уступают только Майклу Фелпсу (28) и Николаю Андрианову (15).
У женщин 4 медали, включая три золота, завоевала Вера Чаславска из Чехословакии. Лариса Латынина завоевала 6 медалей во всех 6 видах программы, включая два золота. Латынина довела общее количество своих олимпийских медалей до 18, что до сих пор является абсолютным рекордом среди женщин в истории Олимпийских игр. Полина Астахова завоевала 4 медали (два золота) и довела общее количество своих олимпийских наград до 10.

### Гребля на байдарках и каноэ

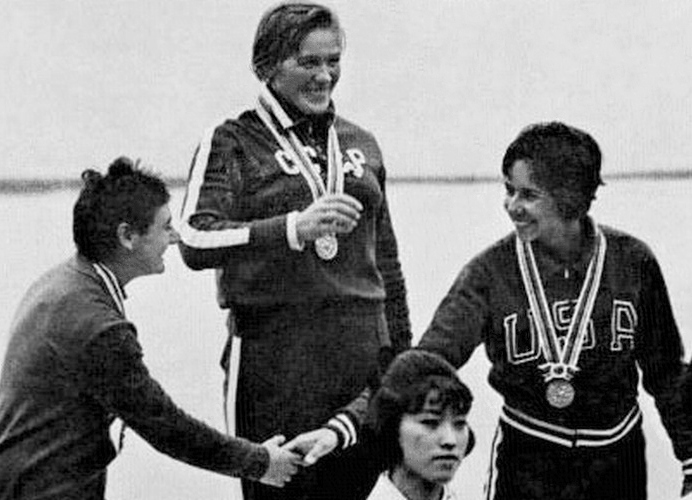
Пьедестал в соревнованиях женщин-байдарочниц. В центре — Людмила Хведосюк

Было разыграно 7 комплектов наград: пять в гребле на байдарках (три у мужчин и две у женщин) и две в гребле на каноэ у мужчин. Три золотые медали выиграли гребцы СССР (как и 4 годами ранее), по две победы одержали шведы и немцы. По общему количеству медалей (5) лучшими стали румыны, хотя не выиграли ни одного золота. Венгры, которые в 1960 году выиграли 6 олимпийских наград, на этот раз ограничились одним серебром.
Швед Свен-Олов Шёделиус выиграл золото в байдарках-двойках на вторых Играх подряд. 28-летняя Людмила Хведосюк, которая начала заниматься греблей лишь в 22 года, выиграла свою первую из трёх золотых олимпийских наград.

### Дзюдо
Дзюдоисты первые в истории разыграли медали на Олимпийских играх. Три золота выиграли японцы, а в абсолютной категории победил Антон Гесинк из Нидерландов.

### Конный спорт
Традиционно было разыграно шесть комплектов наград: в личных и командных соревнованиях в выездке, конкуре и троеборье.
В командном конкуре свою 4-ю в карьере золотую олимпийскую медаль завоевал немец Ханс Гюнтер Винклер. Личный конкур спустя 12 лет вновь выиграл француз Пьер-Жонкер д’Ориола. В командной выездке олимпийским чемпионом впервые стал Райнер Климке, на последующих Олимпиадах он выиграет ещё пять золотых медалей. В личном троеборье победил 21-летний Мауро Кекколи, он же помог сборной Италии выиграть командное троеборье.

### Лёгкая атлетика
В лёгкой атлетике традиционно было разыграно больше всего комплектов наград — 36 (24 у мужчин и 12 у женщин). Сборная США стала лучшей в лёгкой атлетике, как и в 1960 году в Риме. На этот раз американцы завоевали 24 медали, включая 14 золотых. Второе место по количеству медалей в лёгкой атлетике заняла сборная СССР — 18 медалей, включая 5 золотых. Сборная СССР выступила значительно скромнее, чем на Играх 1960 года, когда выиграла 11 золотых наград. Также успешно выступили спортсмены Великобритании — 12 медалей (4 золота). Лёгкая атлетика стала единственным видом спорта, в котором британцы сумели выиграть золото на Играх 1964 года.

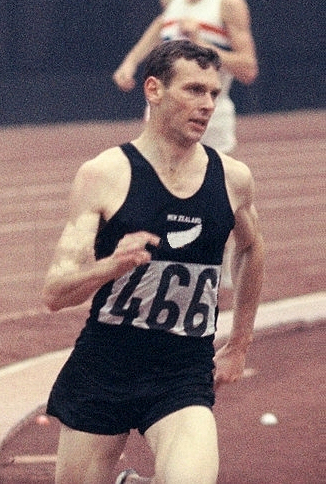
25-летний новозеландец Питер Снелл выиграл два золота на дистанциях 800 и 1500 метров

21-летний американец Боб Хэйес выиграл золото на дистанции 100 метров с повторением мирового рекорда (10,0 сек), а также помог сборной США выиграть эстафету 4×100 метров с мировым рекордом (39,0 сек). Новозеландец Питер Снелл выиграл два золота на дистанциях 800 и 1500 метров (кроме этого, новозеландцы на Играх 1964 года выиграли лишь одно золото в парусном спорте). Абебе Бикила из Эфиопии сумел вновь удивить весь мир, выиграв марафон на вторых Олимпийских играх подряд. На этот раз он, в отличие от Игр 1960 года, бежал в обуви и установил мировой рекорд (2:12:11,2), опередив серебряного призёра на 4 с лишним минуты. Американский метатель диска Эл Ортер выиграл золото на третьих Олимпийских играх подряд. 22-летний советский прыгун в высоту Валерий Брумель после серебряной медали на Играх 1960 года на этот раз выиграл золото с олимпийским рекордом (218 см).
Австралийка Бетти Катберт, которая выиграла три золота на Играх 1956 года, на этот раз стала первой на дистанции 400 метров. Румынская прыгунья в высоту Йоланда Балаш выиграла золото на вторых Олимпийских играх подряд. В прыжках в длину золото с мировым рекордом (6,76 м) выиграла британка Мэри Рэнд. Она также стала второй в пятиборье и третьей в эстафете 4×100 метров. Рэнд была признана Би-би-си спортивной персоной года в Великобритании. 18-летняя Ева Клобуковская из Польши стала третьей на дистанции 100 метров, а также помогла Польше сенсационно выиграть эстафету 4×100 метров с новым мировым рекордом (польки опередили сборную США, в составе которой бежали чемпионка и серебряный призёр на дистанции 100 метров). Через несколько лет Клобуковская не прошла гендерный тест и мировой рекорд был аннулирован, однако она не была лишена олимпийских наград. Позднее процедуры теста были признаны некорректными. Золото в составе польской эстафеты завоевала и Ирена Киршентейн, она также стала второй на дистанции 200 метров и в прыжках в длину. Тамара Пресс из СССР выиграла золото в толкании ядра и метании диска, установив олимпийские рекорды в обеих дисциплинах. Её младшая сестра Ирина выиграла золото в пятиборье с мировым рекордом (5246 очков). Обе сестры закончили карьеру в 1966 году перед тем, как был введён гендерный тест.

### Парусный спорт
В заливе Сагами было разыграно пять комплектов наград. Все пять золотых медалей выиграли представители пяти разных НОК. При этом американцы выиграли медали во всех пяти классах яхт, но ни одной золотой.
В классе Звёздный Дарвард Ноулз и Сесил Кук принесли Багамским Островам первую в истории победу на Олимпийских играх во всех видах спорта (следующую победу Багамы одержат лишь в 2000 году в лёгкой атлетике).

### Плавание
Было разыграно 18 комплектов наград: 10 среди мужчин и 8 среди женщин. Американцы выиграли 13 из 18 золотых медалей, ещё 4 золота завоевали австралийцы. Галина Прозуменщикова принесла СССР первое в истории олимпийское золото в плавании.
Героем Игр стал 18-летний американец Дон Шолландер, который выиграл 4 золотые медали, в том числе на дистанциях 100 и 400 метров вольным стилем. У женщин 4 медали (3 золота) завоевала 15-летняя американка Шарон Стаудер. Австралийка Дон Фрейзер выиграла золото на дистанции 100 метров вольным стилем на третьих Олимпийских играх подряд.

### Прыжки в воду

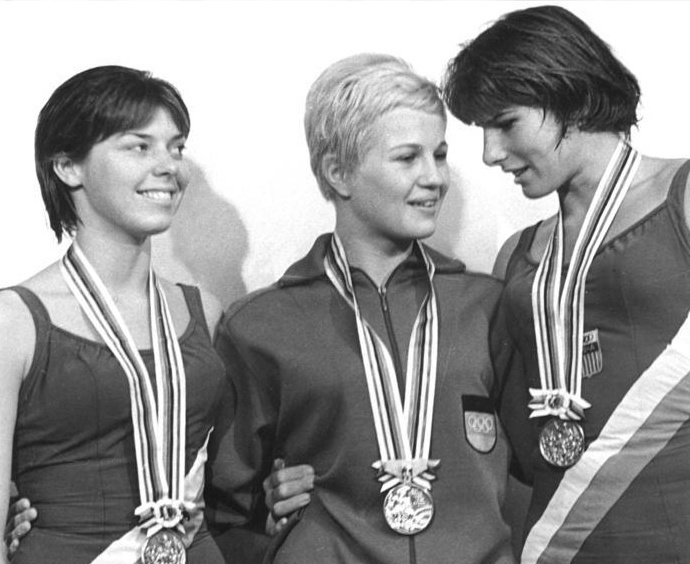
Призёры соревнований женщин на трамплине, в центре — чемпионка Ингрид Кремер

Мужчины и женщины разыграли по два комплекта наград. Ингрид Кремер после двух побед на Играх 1960 года на этот раз стала лучшей на трамплине, а также второй на вышке после американки Лесли Буш. У мужчин оба золота выиграли американцы.

### Современное пятиборье
Мужчины разыграли два комплекта наград. В личном первенстве золото выиграл венгр Ференц Тёрёк, а в командном первенстве лучшими стали советские пятиборцы.

### Стрельба
Мужчины разыграли шесть комплектов наград: три в стрельбе из винтовки, два в стрельбе из пистолета и один в стендовой стрельбе. Лучшими стали американцы, они выиграли 7 медалей, в том числе два золота. Также два золота выиграли финны. Финский стрелок из пистолета Пентти Линносвуо выиграл свою третью олимпийскую медаль и вторую золотую.

### Тяжёлая атлетика
Мужчины разыграли 7 комплектов наград. Успешнее других выступили советские тяжелоатлеты: 4 золотые и 3 серебряные награды. В тяжёлой категории (свыше 90 кг) Леонид Жаботинский сумел на 2,5 кг опередить олимпийского чемпиона 1960 года Юрия Власова, установив олимпийский рекорд в троеборье (572,5 кг). 40-летний американец Норберт Шемански занял третье место в этой категории и стал первым в истории тяжелоатлетом, завоевавшим 4 олимпийские медали за карьеру. Достижение Шемански было повторено лишь в 2000 году немцем Ронни Веллером.

### Фехтование

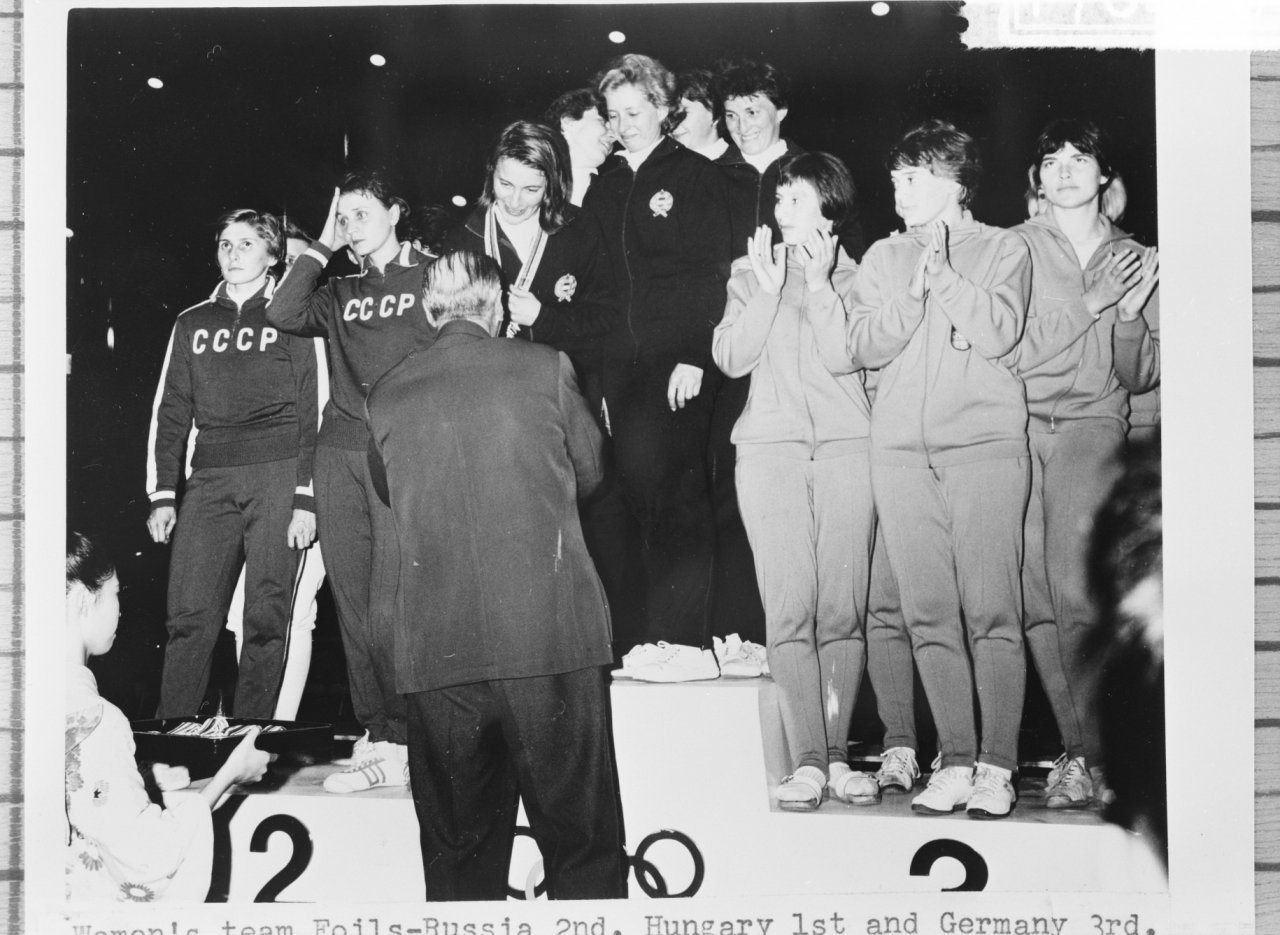
Награждение женщин в командном турнире рапиристок

Было разыграно 8 комплектов наград: 6 среди мужчин и 2 среди женщин.
У женщин личное золото в рапире выиграла Ильдико Уйлаки-Рейтё, она же помогла венгеркам победить в командном первенстве. У мужчин три из шести золотых наград выиграли советские фехтовальщики: в личной шпаге, командной рапире и командной сабле. Советский рапирист Виктор Жданович, который выиграл два золота на Играх 1960 года, на этот раз стал чемпионом в командном первенстве. Знаменосец сборной Италии на церемонии открытия 42-летний шпажист Джузеппе Дельфино завоевал серебро в командном первенстве, это награда стала для него шестой на Олимпийских играх (ранее он выиграл 4 золота и 1 серебро).

### Футбол
Мужчины разыграли один комплект наград. В турнире приняли участие 14 команд вместо 16 запланированных. Сборная Италии была дисквалифицирована за использование профессиональных игроков во время отборочного турнира (её место было предложено команде Польши, но та отклонила предложение), а сборная КНДР отказалась от участия.
В полуфинале сборная Венгрии разгромила команду Объединённой Арабской Республики со счётом 6:0, покер сделал 19-летний Ференц Бене. В другом полуфинале Чехословакия обыграла Германию со счётом 2:1, победный мяч на 89-й минуте забил Иван Мраз. 23 октября в финале Венгрия обыграла Чехословакию со счётом 2:1, победный мяч забил Ференц Бене. В матче за третье место Германия обыграла ОАР со счётом 3:1. Лучшим бомбардиром турнира с 12 голами в 5 матчах стал Ференц Бене (кроме покера в ворота ОАР, он забил 6 мячей в игре против Марокко). Венгрия выиграла олимпийское золото в футболе второй раз в истории после 1952 года.

### Хоккей на траве
В турнире приняли участие 15 мужских команд. В финале сборная Индии обыграла сборную Пакистана со счётом 1:0, единственный мяч забил Мохиндер Лал. В матче за третье место сборная Австралии в дополнительное время обыграла Испанию (3:2). Лучшим бомбардиром турнира стал Притхипал Сингх из Индии.

### Показательные виды
Бейсбол, популярный в Японии, уже пятый раз был показательным видом на Олимпийских играх (после 1912, 1936, 1952 и 1956 годов). Был сыгран всего один матч между сборной студентов колледжей США и любительской сборной Японии. Американцы выиграли 6-2. В их составе было несколько будущих игроков профессиональных лиг.
Также были представлены дисциплины будо — кюдо, кэндо и сумо. Ещё одна дисциплина будо дзюдо была официально включена в программу.

## Общий медальный зачёт
Первое место по количеству золотых наград заняла сборная США. При этом американцы завоевали 75 % своих золотых медалей (27 из 36) в лёгкой атлетике (14) и плавании (13). Сборная СССР заняла первое место по общему количеству наград (96), но при этом завоевала на 13 золотых наград меньше, чем на Играх 1960 года. Сборная СССР значительно слабее выступила в лёгкой атлетике (5 золотых против 11 на Играх 1960 года) и спортивной гимнастике (4 против 10). Сборная Японии заняла третье место по количеству золотых медалей, ожидаемо совершив значительный прогресс по сравнению с Играми 1960 года, когда у них было всего 4 золотые медали. Японцы успешно выступили в спортивной гимнастике (5 побед), борьбе (5) и дзюдо (3). Все остальные азиатские страны вместе взятые сумели выиграть лишь одно золото (Индия победила в хоккее на траве).
Сразу три команды завоевали по 10 золотых наград — Венгрия, Италия и Объединённая германская команда. Немцы последний раз выступили единой командой, с 1968 года они выступали раздельными сборными ФРГ и ГДР, лишь в 1992 году они вновь выступили как одна страна. Сборная Франции, которая была одной из ведущих спортивных стран до Второй мировой войны, на этот раз сумела завоевать лишь одно золото, но и это было прогрессом на фоне Игр 1960 года, откуда французы уехали без побед.
| Общее количество медалей |                                       |        |         |        |       |
| №                        | Страна                                | Золото | Серебро | Бронза | Всего |
| 1                        | США (USA)                             | 36     | 26      | 28     | 90    |
| 2                        | СССР (URS)                            | 30     | 31      | 35     | 96    |
| 3                        | Япония (JPN)                          | 16     | 5       | 8      | 29    |
| 4                        | Объединённая германская команда (EUA) | 10     | 22      | 18     | 50    |
| 5                        | Италия (ITA)                          | 10     | 10      | 7      | 27    |

## Олимпийские игры в филателии

Почтовый блок и почтовые марки СССР, Японии и КНДР
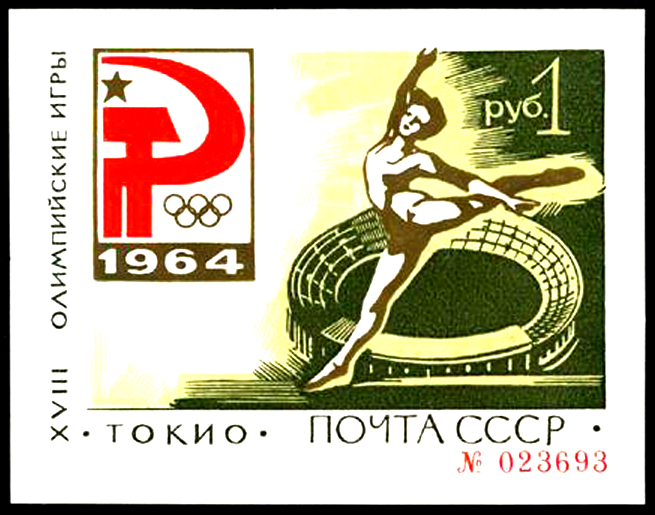
XVIII Олимпийские Игры в Токио
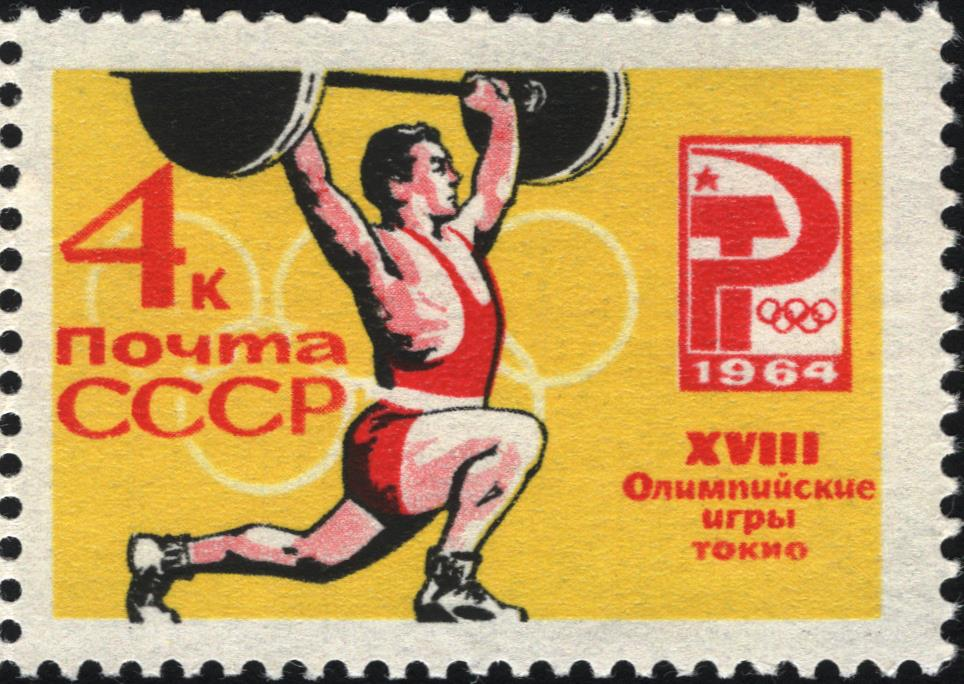
Тяжёлая атлетика
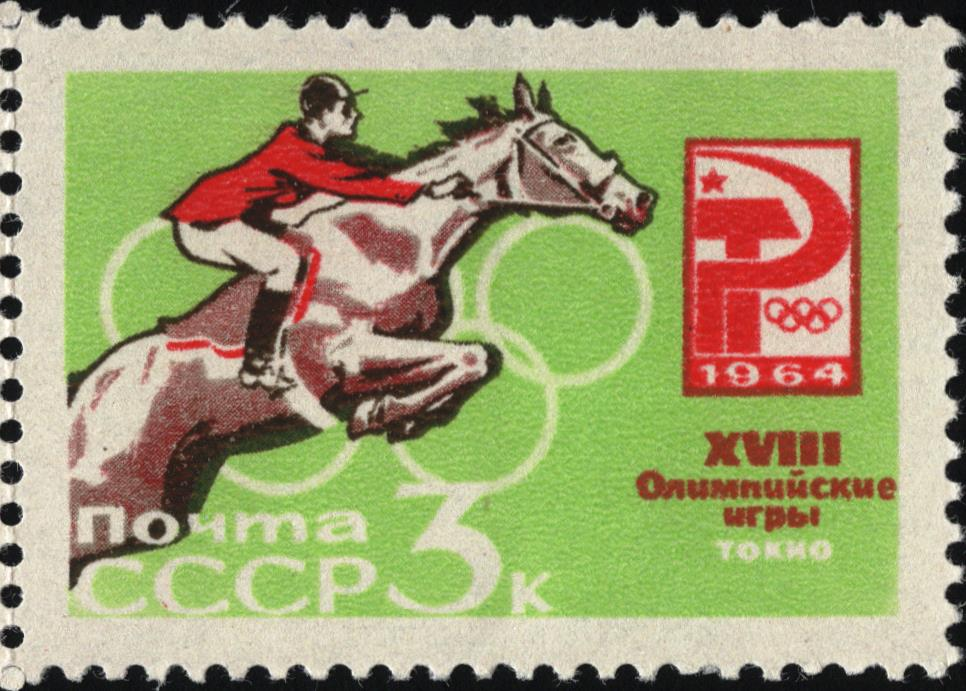
Скачки
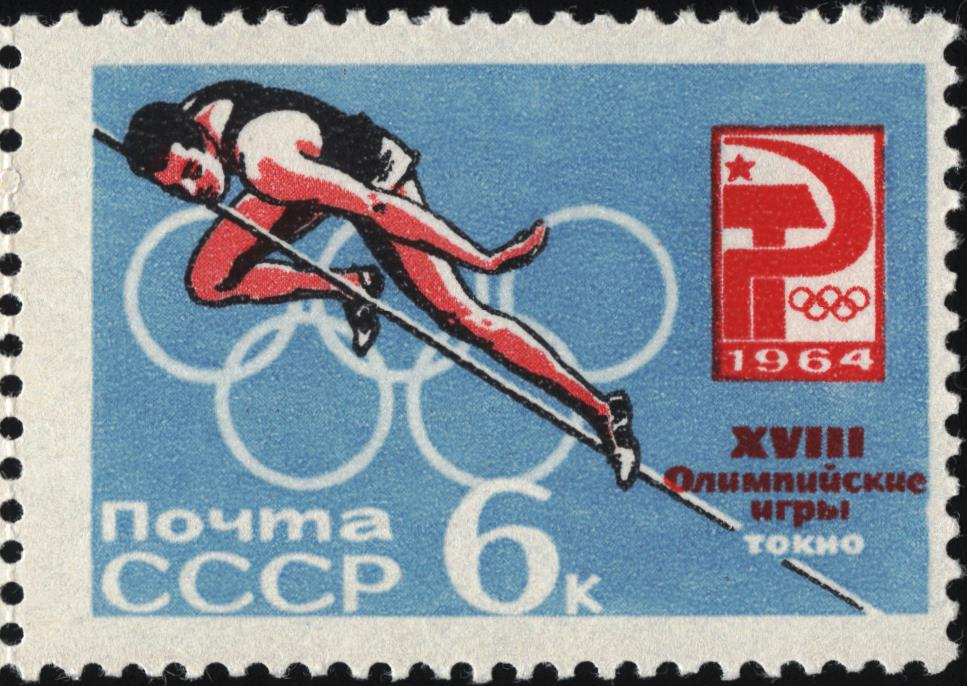
Прыжки в высоту
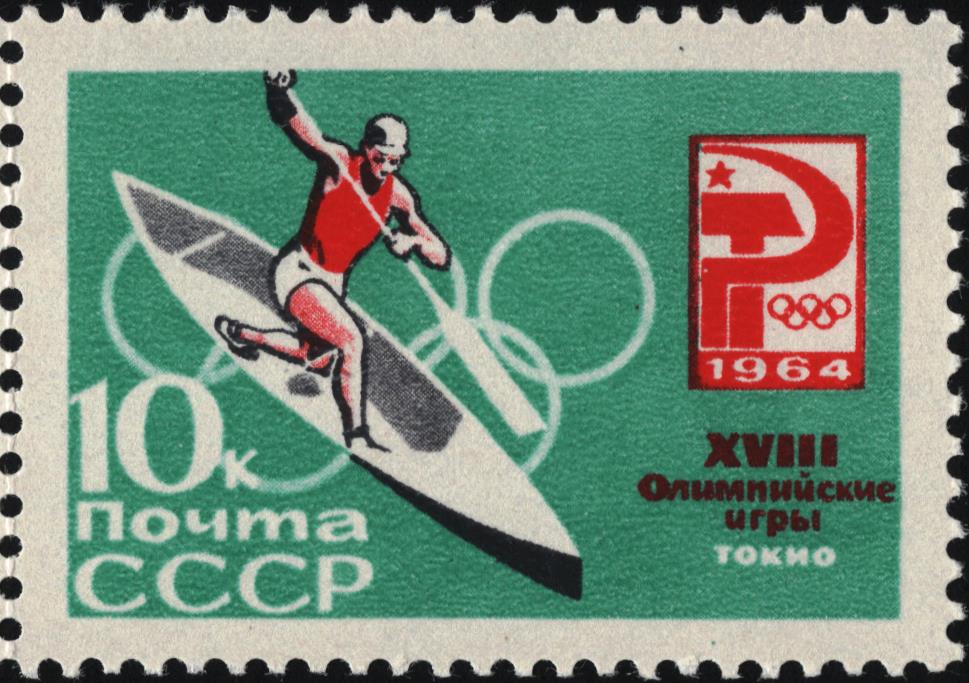
Соревнование на каноэ
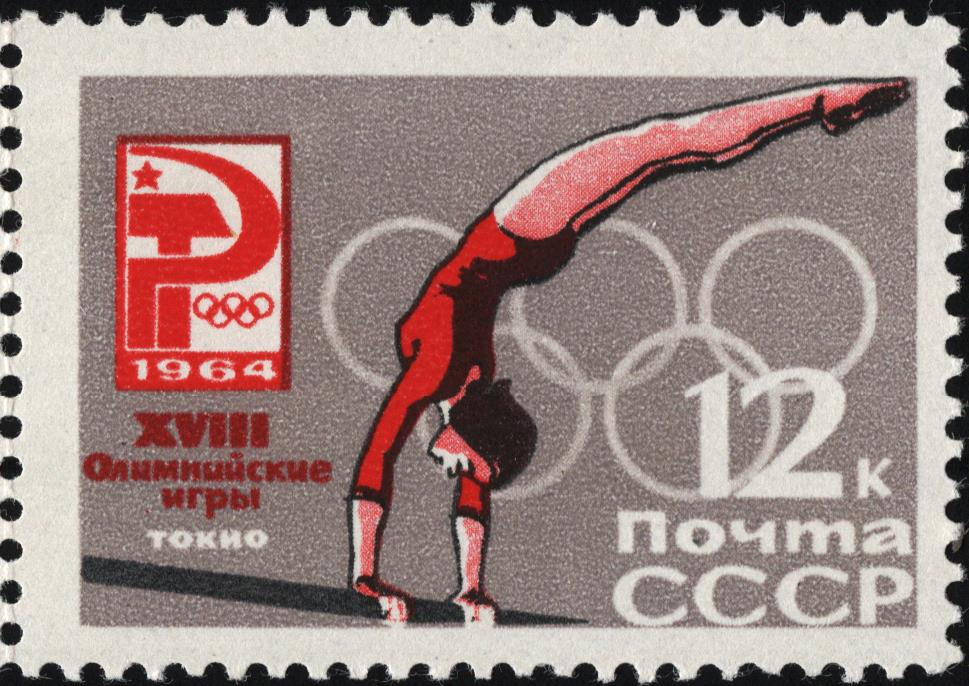
Упражнение на брусьях
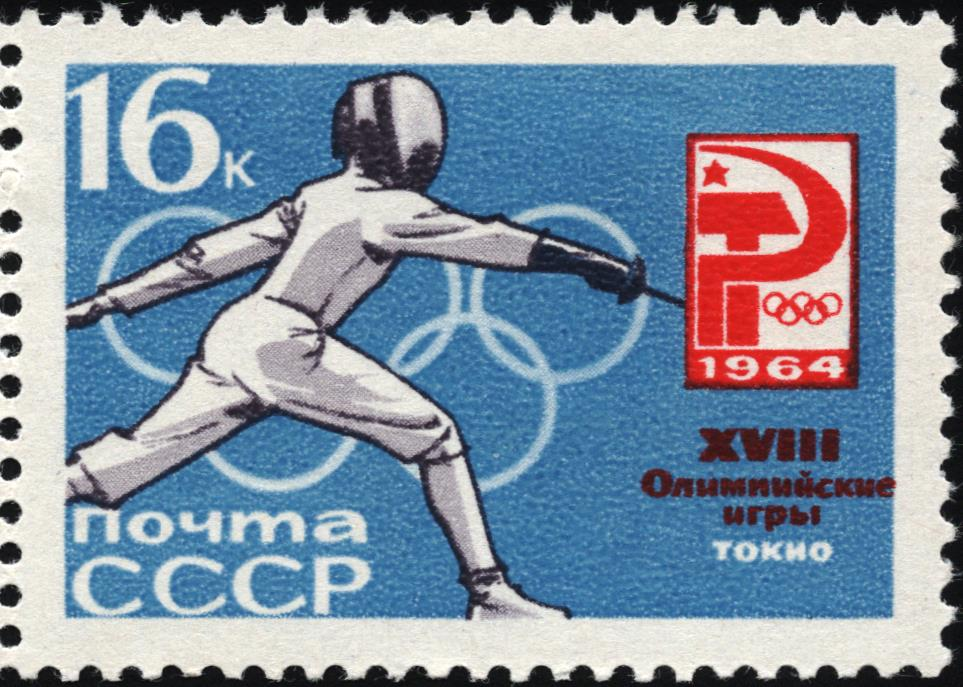
Фехтование
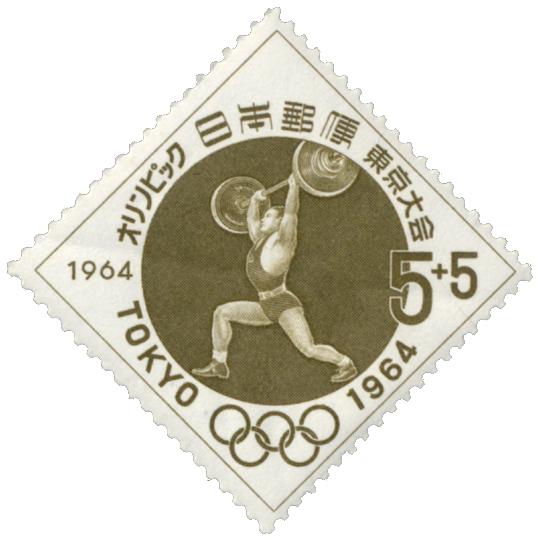
Тяжёлая атлетика
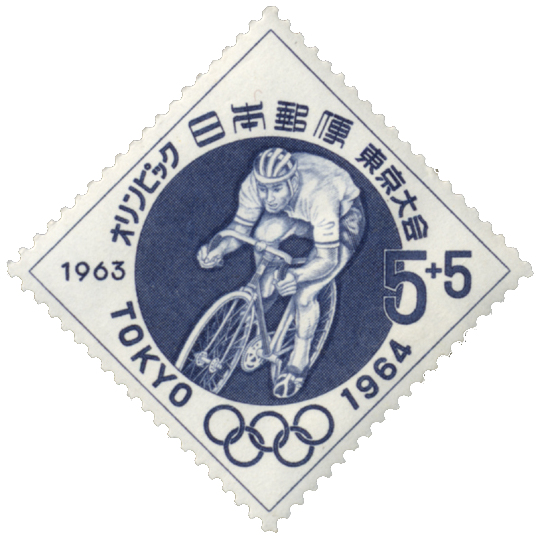
Велоспорт
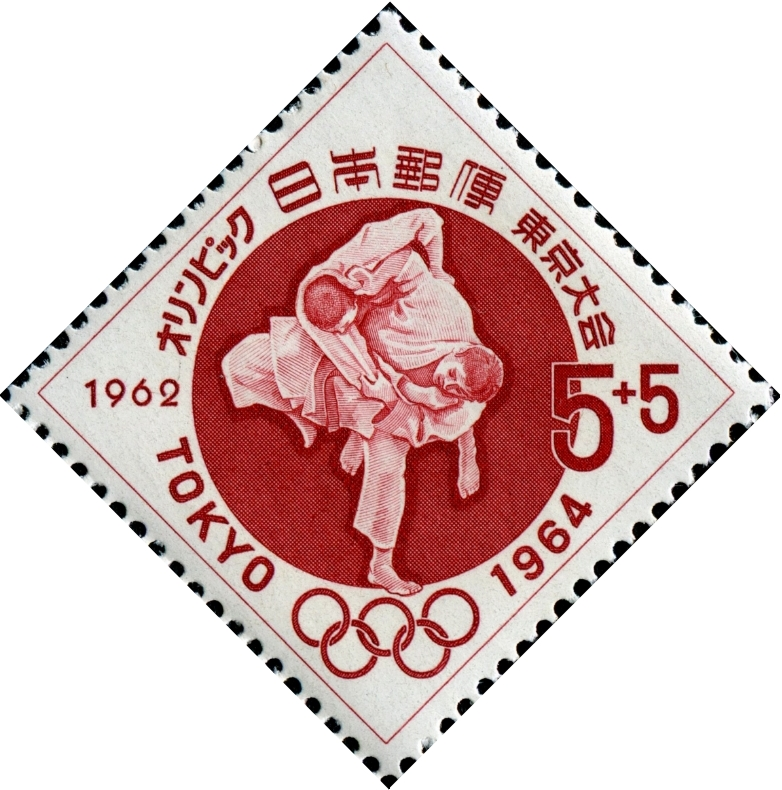
Дзюдо
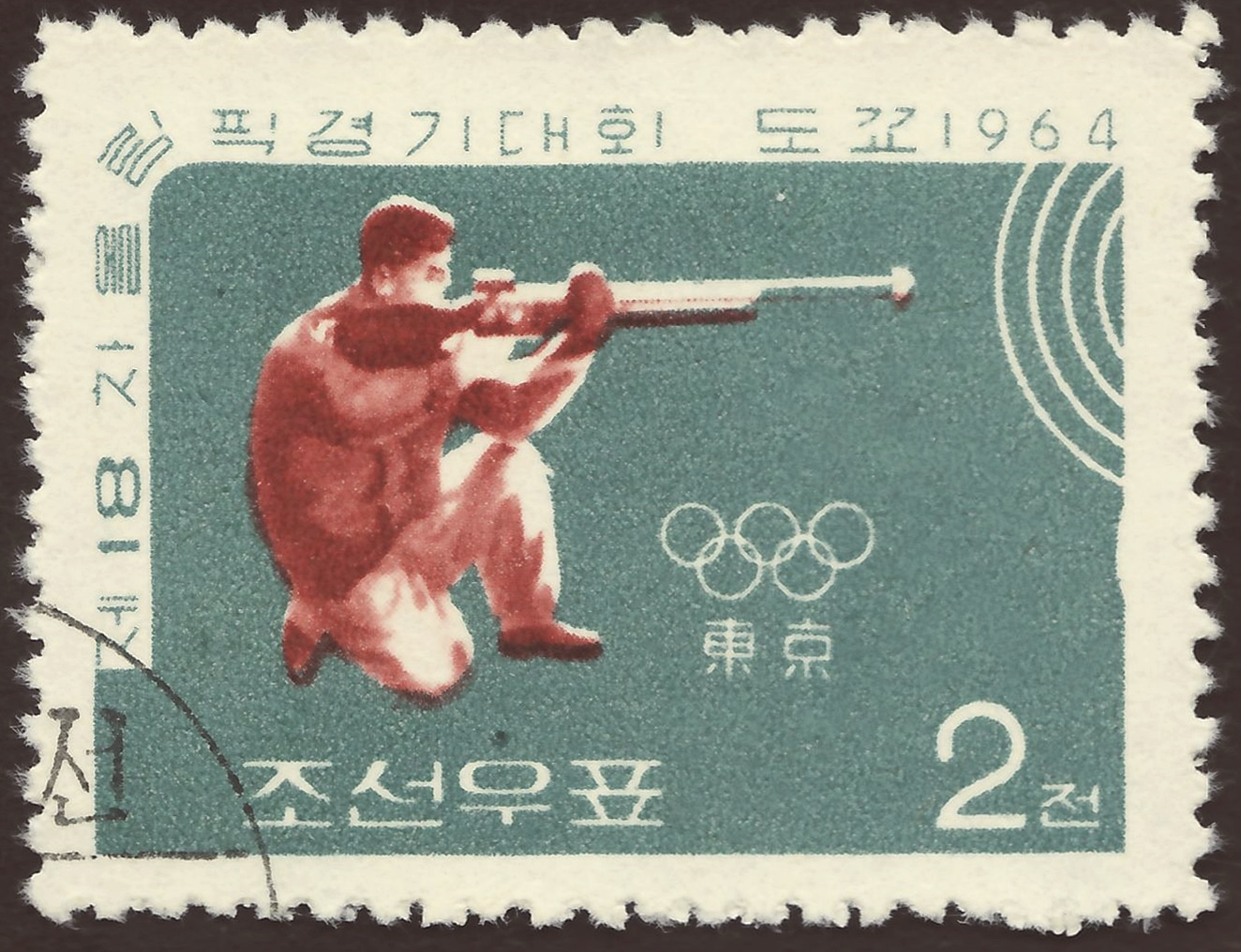
Стрельба
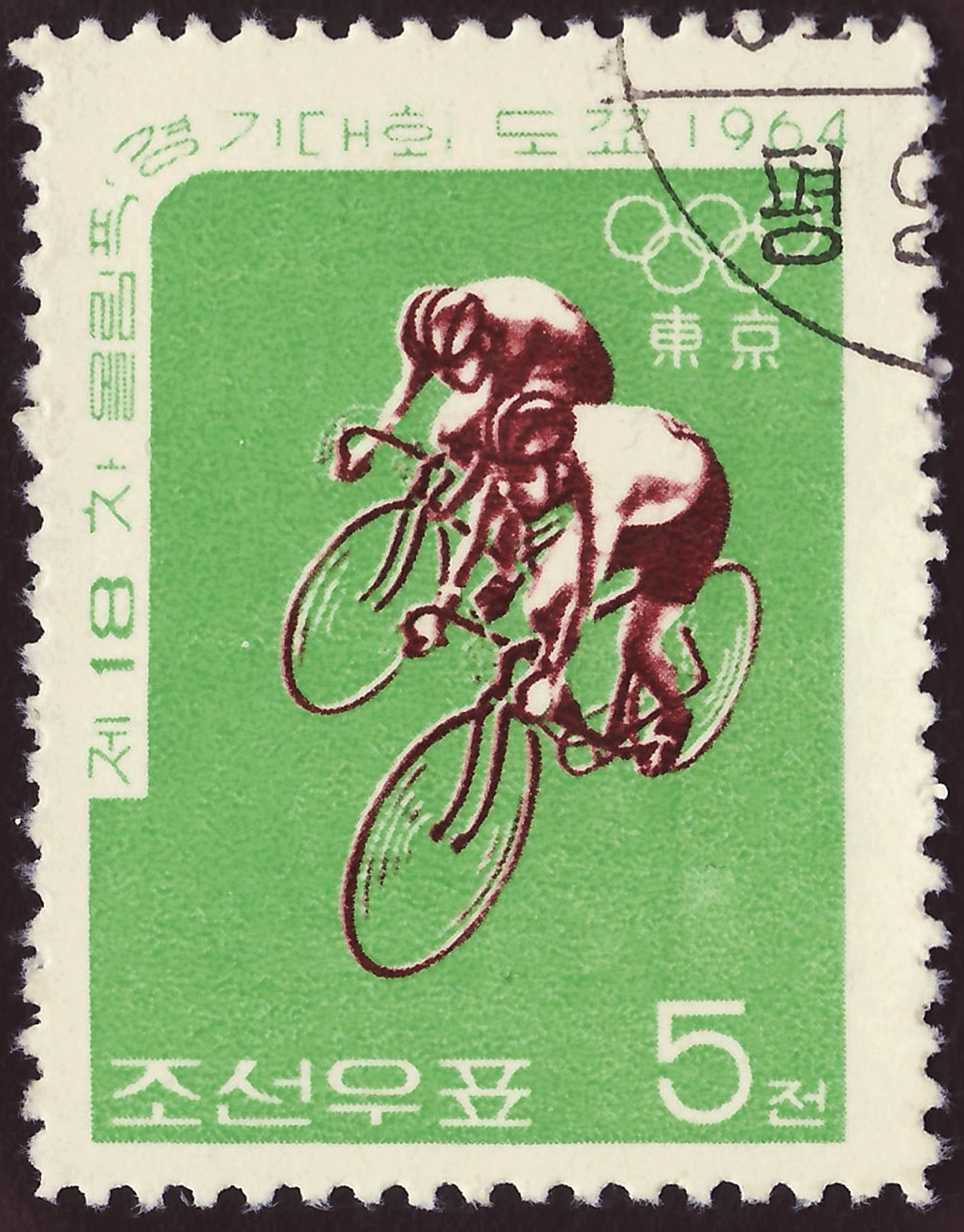
Велоспорт
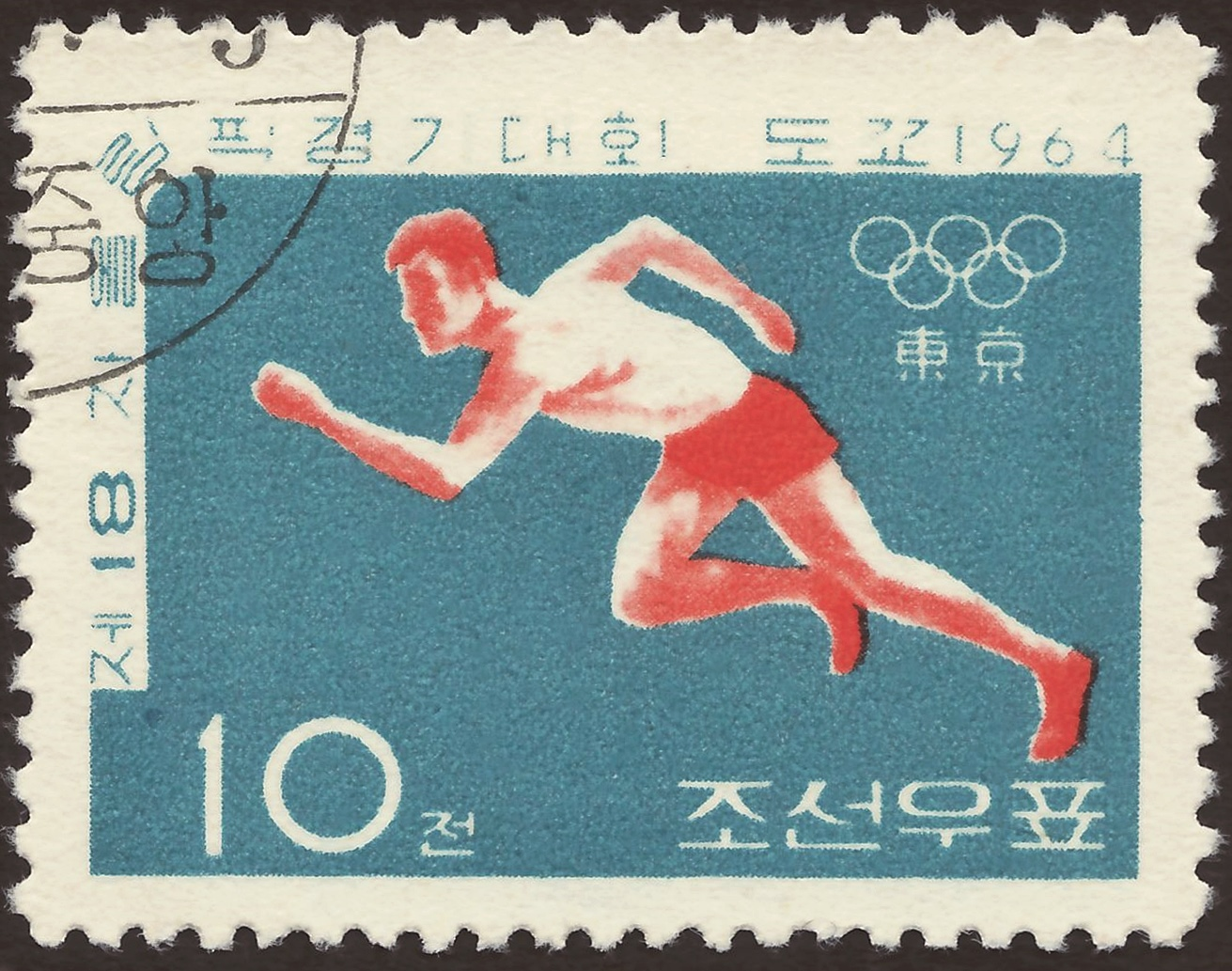
Лёгкая атлетика
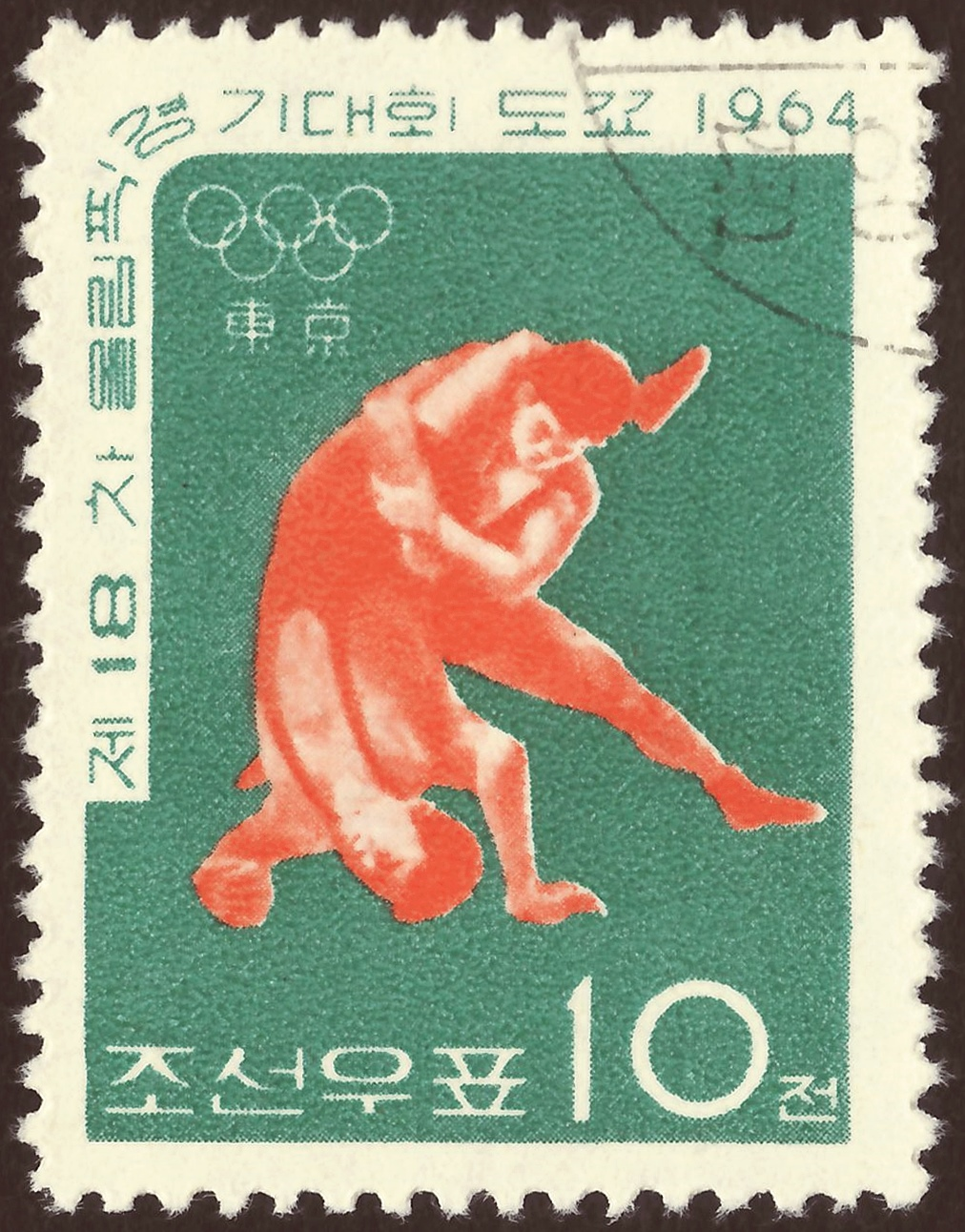
Борьба
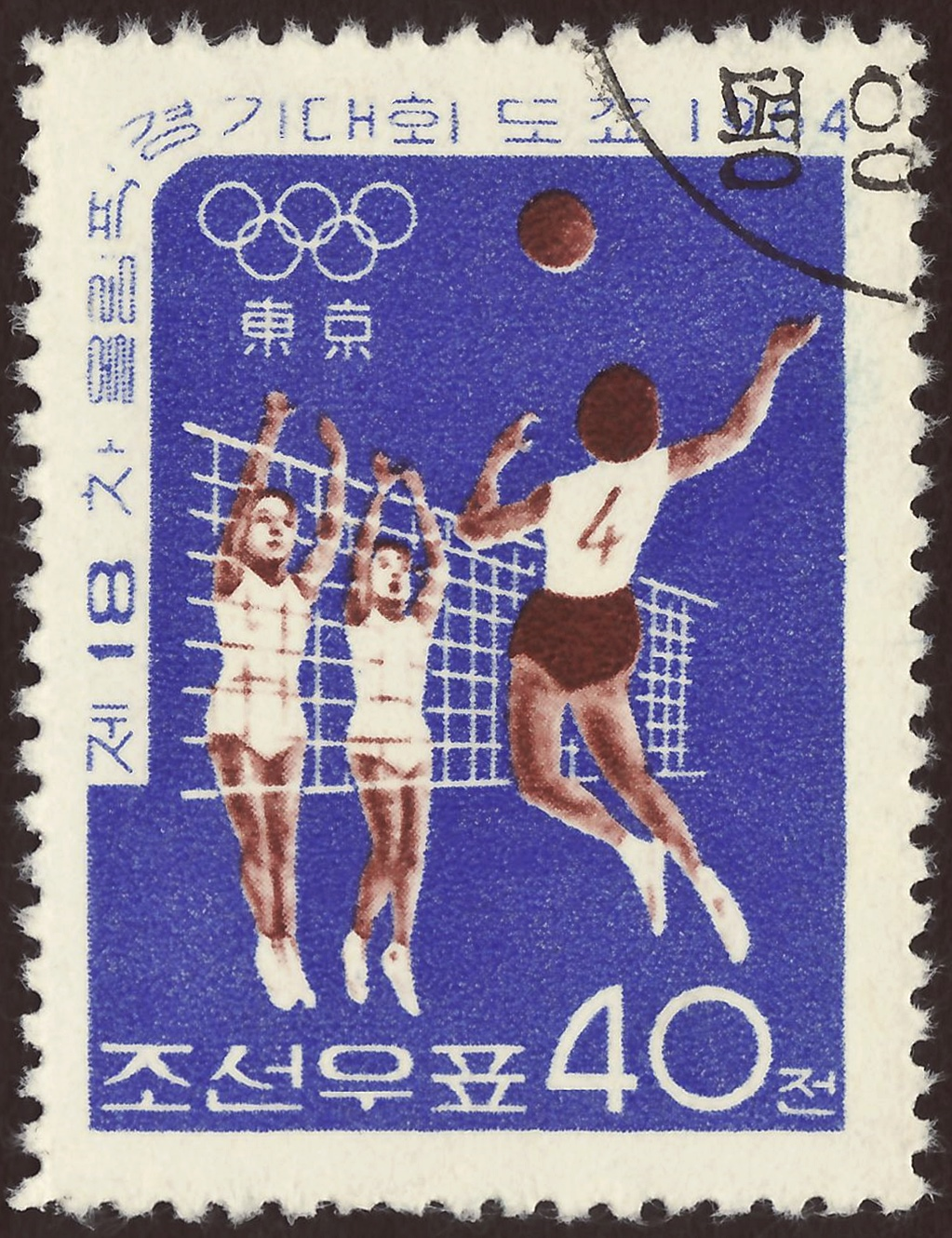
Волейбол

## См. также

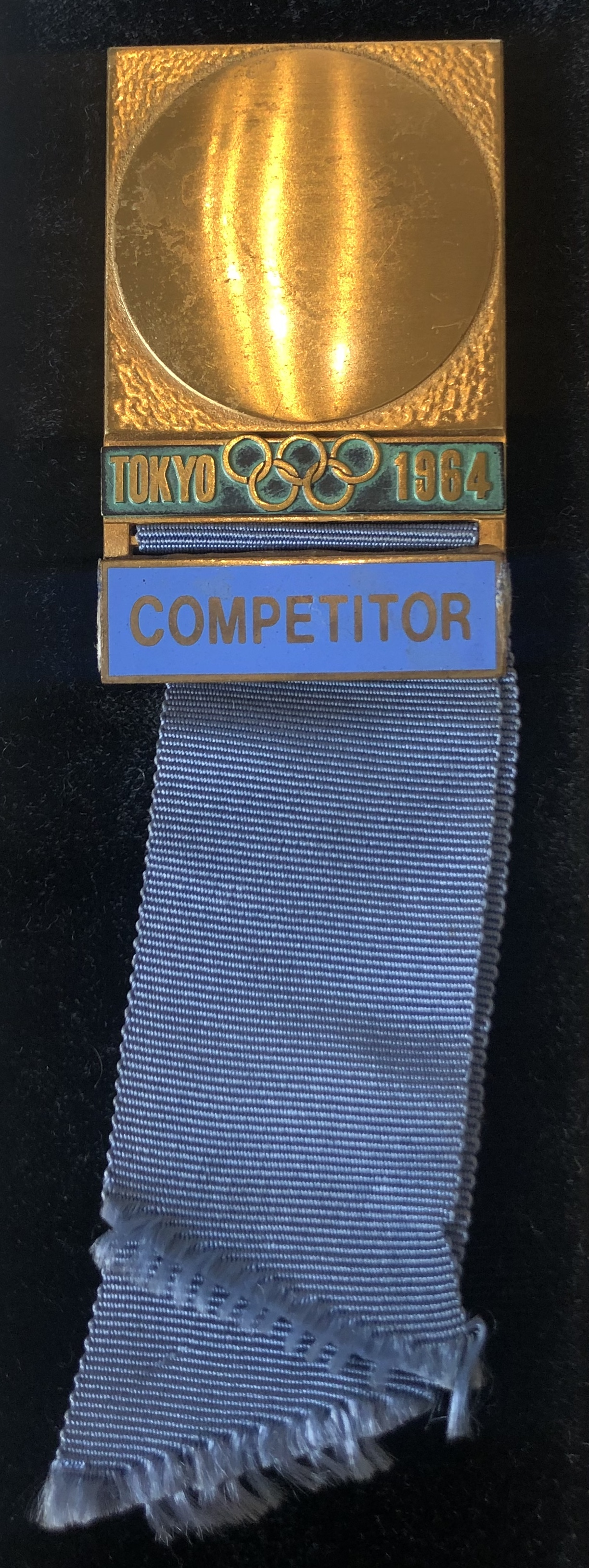
Медаль участника летних Олимпийских игр 1964, присуждённая яхтсмену Эдварду Келлихеру